# Лыжные гонки на зимних Олимпийских играх 1924

На зимних Олимпийских играх 1924 года в Шамони в лыжных гонках было разыграно 2 комплекта наград — оба среди мужчин (18 км и 50 км). В соревнованиях приняли участие 59 спортсмена из 12 стран.
Соревнования прошли при подавляющем преимуществе представителей Норвегии, которые завоевали 5 из 6 медалей, оба золота завоевал Торлейф Хёуг. Примечательно, что все призёры гонки на 50 км стали в том же порядке призёрами в лыжном двоеборье.

## Медалисты
| Дисциплина          | Золото                | Серебро                       | Бронза                        |
| 18 км см. подробнее | Торлейф Хёуг Норвегия | Йохан Грёттумсбротен Норвегия | Тапани Нику Финляндия         |
| 50 км см. подробнее | Торлейф Хёуг Норвегия | Торальф Стрёмстад Норвегия    | Йохан Грёттумсбротен Норвегия |

## Общий зачёт
(Жирным выделено самое большое количество медалей в своей категории)
| Общее количество медалей |           |        |         |        |       |
| Место                    | Страна    | Золото | Серебро | Бронза | Всего |
| 1                        | Норвегия  | 2      | 2       | 1      | 5     |
| 1                        | Финляндия | 0      | 0       | 1      | 1     |